# Bolesław Chabros (ur. 1919)
Bolesław Chabros ps. Montana (ur. 1919 w Dębie, zm. ?) – żołnierz Batalionów Chłopskich, redaktor prasy podziemnej, działacz społeczny.

## Życiorys
Urodził się jako syn Józefa i Franciszki. Ukończył Szkołę Hodowlano-Rolniczą w Dęblinie. Pracował w gospodarstwie rolnym. Był działaczem Związku Młodzieży Wiejskiej Wici. Po wybuchu II wojny światowej rozpoczął działalność konspiracyjną, w maju 1940 wstąpił do Batalionów Chłopskich. Brał udział w licznych akcjach bojowych, m.in. w ataku na pociąg urlopowy pod Gołębiem, ataku na Spółdzielnię Rolnik w Nałęczowie i starciu z granatowymi policjantami pod Łąkocią.
Od 1941 redagował Orle Ciosy - organ prasowy obwodu Puławy Okręgu Lublin Batalionów Chłopskich.
Jego powojenne losy są nieznane.